# Лебідка гідроприводна
Лебідка гідроприводна (рос. лебёдка гидроприводная; англ. hydraulic winch; нім. Hydroantriebhebewerk n) — лебідка з гідравлічним приводом (типу ЛСГ1К-131), яка призначена для ремонту газових і нафтових свердловин методом канатної техніки і забезпечує опускання і підіймання ремонтного інструменту, а також виконання складних маніпуляцій (посадка інструменту, ловильні операції і т. д.) набором інструменту довжиною до 4 м і масою до 60 кг, який опускають на дроті. Устаткування оснащено приладами для вимірювання глибини опускання інструменту у свердловину, натягу дроту, а також щоглою для монтажу і демонтажу лубрикатора.